# Exechia accisa
Exechia accisa är en tvåvingeart som beskrevs av Wu och Zheng 2001. Exechia accisa ingår i släktet Exechia och familjen svampmyggor. Inga underarter finns listade i Catalogue of Life.